# 9. ceremonia wręczenia Satelitów
9. ceremonia rozdania nagród Satelitów odbyła się 24 stycznia 2005 roku w Grand Salon, Hotelu InterContinental w Los Angeles. Nominacje do tej nagrody zostały ogłoszone przez IPA miesiąc wcześniej.

## Laureaci i nominowani
Laureaci nagród wyróżnieni są wytłuszczeniem

### Produkcje filmowe

#### Najlepszy film dramatyczny
- Hotel Ruanda
- Capote
- Człowiek ringu
- Historia przemocy
- Wewnętrzna wojna
- Wyznania gejszy

#### Najlepszy film komediowy lub musical
- Bezdroża
- Kung fu szał
- Pod prąd
- Rent
- Szczęśliwe zakończenia
- Troje do pary

#### Najlepsza aktorka w filmie dramatycznym
- Hilary Swank – Za wszelką cenę
- Toni Collette – Siostry
- Julianne Moore – Zwyciężczyni z Ohio
- Charlize Theron – Daleka północ
- Robin Wright – Dziewięć kobiet
- Zhang Ziyi – Wyznania gejszy

#### Najlepsza aktorka w filmie komediowym lub musicalu
- Annette Bening – Cudowna Julia
- Joan Allen – Ostre słówka
- Claire Danes – Troje do pary
- Judi Dench – Pani Henderson
- Keira Knightley – Duma i uprzedzenie
- Joan Plowright – Pani Palfrey w hotelu Claremont

#### Najlepszy aktor w filmie dramatycznym
- Don Cheadle – Hotel Ruanda
- Jake Gyllenhaal – Jarhead. Żołnierz piechoty morskiej
- Tommy Lee Jones – Trzy pogrzeby Melquiadesa Estrady
- Heath Ledger – Tajemnica Brokeback Mountain
- Viggo Mortensen – Historia przemocy
- David Strathairn – Good Night and Good Luck

#### Najlepszy aktor w filmie komediowym lub musicalu
- Jamie Foxx – Ray
- Kevin Costner – Ostre słówka
- Robert Downey Jr. – Kiss Kiss Bang Bang
- Bill Murray – Broken Flowers
- Cillian Murphy – Śniadanie na Plutonie
- Joaquin Phoenix – Spacer po linie

#### Najlepsza aktorka drugoplanowa w dramacie
- Gena Rowlands – Pamiętnik
- Amy Adams – Świetlik
- Maria Bello – Historia przemocy
- Gong Li – Wyznania gejszy
- Shirley MacLaine – Siostry
- Frances McDormand – Daleka północ

#### Najlepsza aktorka drugoplanowa w komedii/musicalu
- Regina King – Ray
- America Ferrera – Stowarzyszenie wędrujących dżinsów
- Diane Keaton – Rodzinny dom wariatów
- Rachel McAdams – Rodzinny dom wariatów
- Michelle Monaghan – Kiss Kiss Bang Bang
- Yuen Qiu – Kung fu szał

#### Najlepszy aktor drugoplanowy w dramacie
- Christopher Walken – Na zakręcie
- Chris Cooper – Capote
- Jake Gyllenhaal – Tajemnica Brokeback Mountain
- Edward Norton – Królestwo niebieskie
- Mickey Rourke – Sin City: Miasto grzechu
- Peter Sarsgaard – Jarhead. Żołnierz piechoty morskiej

#### Najlepszy aktor drugoplanowy w komedii/musicalu
- Thomas Haden Church – Bezdroża
- Tom Arnold – Szczęśliwe zakończenia
- Corbin Bernsen – Kiss Kiss Bang Bang
- Steve Coogan – Szczęśliwe zakończenia
- Craig T. Nelson – Rodzinny dom wariatów
- Jason Schwartzman – Troje do pary

#### Najlepszy reżyser
- Mel Gibson – Pasja
- George Clooney – Good Night and Good Luck
- Chris Columbus – Rent
- James Mangold – Spacer po linie
- Rob Marshall – Wyznania gejszy
- Bennett Miller – Capote

#### Najlepszy scenariusz oryginalny
- James L. White – Ray
- Rodrigo Garcia – Dziewięć kobiet
- Paul Haggis, Robert Moresco – Miasto gniewu
- Don Roos – Szczęśliwe zakończenia
- Noah Baumbach – Walka żywiołów
- Ayad Akhtar, Joseph Castelo, Tom Glynn – Wewnętrzna wojna

#### Najlepszy scenariusz adaptowany
- Paul Haggis – Za wszelką cenę
- Dan Futterman – Capote
- William Broyles Jr. – Jarhead. Żołnierz piechoty morskiej
- Gill Dennis, James Mangold – Spacer po linie
- Larry McMurtry, Diana Ossana – Tajemnica Brokeback Mountain
- Steve Martin – Troje do pary

#### Najlepsze zdjęcia
- Zhao Xiaoding – Dom latających sztyletów
- Christopher Doyle – 2046
- Philippe Rousselot – Charlie i fabryka czekolady
- Robert Elswit – Good Night and Good Luck
- Hang-Sang Poon – Kung fu szał
- Robert Rodriguez – Sin City: Miasto grzechu
- Dion Beebe – Wyznania gejszy

#### Najlepsza scenografia
- James D. Bissell – Good Night and Good Luck
- Gavin Bocquet, Richard Roberts – Gwiezdne wojny: część III – Zemsta Sithów
- Arthur Max – Królestwo niebieskie
- Luigi Marchione, Vlad Vieru – Modigliani, pasja tworzenia
- Jeanette Scott, David Hack – Sin City: Miasto grzechu
- John Myhre – Wyznania gejszy

#### Najlepsze kostiumy
- Jacqueline Durran – Duma i uprzedzenie
- John Bright – Biała hrabina
- Jany Temime – Harry Potter i Czara Ognia
- Janty Yates – Królestwo niebieskie
- Pam Downe – Modigliani, pasja tworzenia
- Colleen Atwood – Wyznania gejszy

#### Najlepsza muzyka
- Harry Gregson-Williams – Królestwo niebieskie
- Danny Elfman – Gnijąca panna młoda
- Robert Rodriguez – Sin City: Miasto grzechu
- Gustavo Santaolalla – Tajemnica Brokeback Mountain
- Alberto Iglesias – Wierny ogrodnik
- John Williams – Wyznania gejszy

#### Najlepsza piosenka
- „A Love That Will Never Grow Old” z filmu Tajemnica Brokeback Mountain
- „Magic Works” z filmu Harry Potter i Czara Ognia
- „Hustler’s Ambition” z filmu Get Rich or Die Tryin’
- „Broken” z filmu Kiss Kiss Bang Bang
- „In the Deep” z filmu Miasto gniewu

#### Najlepszy dźwięk
- Tom Myers, Christopher Scarabosio, Andy Nelson, Paul Brincat, Ben Burt, Matthew Wood – Gwiezdne wojny: część III – Zemsta Sithów
- Michael Barry, Martin Czembor, Ludovic Hénault, Robert Hein – Biała hrabina
- Paul Pirola – Kung fu szał
- Rob Cavallo, Sally Boldt – Rent
- John Pritchett, Sergio Reyes, Robert Rodriguez, Paula Fairfield, William Jacobs, Carla Murray – Sin City: Miasto grzechu

#### Najlepszy montaż
- Geraldine Peroni, Dylan Tichenor – Tajemnica Brokeback Mountain
- Stephen Mirrione – Good Night and Good Luck
- Walter Murch – Jarhead. Żołnierz piechoty morskiej
- Angie Lam – Kung fu szał
- Robert Rodriguez – Sin City: Miasto grzechu
- Michael Kahn – Wojna światów

#### Najlepsze efekty specjalne
- John Knoll, Roger Guyett, Rob Coleman, Brian Gernand – Gwiezdne wojny: część III – Zemsta Sithów
- Tom Wood – Królestwo niebieskie
- Frankie Chung – Kung fu szał
- Robert Rodriguez – Sin City: Miasto grzechu
- Dennis Muren, Pablo Helman, Randy Dutra, Daniel Sudick – Wojna światów

#### Najlepszy film dokumentalny
- Super Size Me
- Favela Rising
- Independent Lens
- Jonestown: The Life and Death of Peoples Temple
- Marsz pingwinów
- Murderball – gra o życie
- New York Doll

#### Najlepszy film zagraniczny
- W stronę morza
- 2046
- Gdyby żółwie mogły latać
- Głosy niewinności
- Spacer po wodzie
- Uwodzicielka

#### Najlepszy film animowany lub produkcja wykorzystującalive action
- Opowieści z Narnii: Lew, czarownica i stara szafa
- Gnijąca panna młoda
- Kurczak mały
- Ruchomy zamek Hauru
- Wallace i Gromit: Klątwa królika

### Produkcje telewizyjne

#### Najlepszy serial dramatyczny
- Dr House, FOX
- Bez skazy, FX Networks
- Chirurdzy, ABC
- Rzym, HBO
- Wołanie o pomoc, FX Networks
- Zagubieni, ABC

#### Najlepszy serial komediowy
- The Daily Show, Comedy Central
- The Colbert Report, Comedy Central
- Ekipa, HBO
- Na imię mi Earl, NBC
- Orły z Bostonu, ABC

#### Najlepszy miniserial
- Elvis – Zanim został królem
- Agatha Christie: Miss Marple
- Empire Falls
- Królowa dziewica
- Na zachód
- Objawienia

#### Najlepszy film telewizyjny
- Marihuanowe szaleństwo
- Czasem w kwietniu
- Porwany
- Lackawanna Blues
- Magia zwyczajnych dni
- Ojcowie nasi
- Warm Springs

#### Najlepsza aktorka w serialu dramatycznym
- Kyra Sedgwick – Podkomisarz Brenda Johnson
- Patricia Arquette – Medium
- Jennifer Beals – Słowo na L
- Kristen Bell – Weronika Mars
- Geena Davis – Pani prezydent
- Joely Richardson – Bez skazy

#### Najlepszy aktor w serialu dramatycznym
- Hugh Laurie – Dr House
- Denis Leary – Wołanie o pomoc
- Ian McShane – Deadwood
- Dylan Walsh – Bez skazy
- Jake Weber – Medium

#### Najlepsza aktorka w serialu komediowym
- Felicity Huffman – Gotowe na wszystko
- Mary-Louise Parker – Trawka
- Candice Bergen – Orły z Bostonu
- Lauren Graham – Kochane kłopoty
- Elizabeth Perkins – Trawka

#### Najlepszy aktor w serialu komediowym
- Jason Bateman – Bogaci bankruci
- Stephen Colbert – The Colbert Report
- Kevin Connolly – Biuro
- Jason Lee – Na imię mi Earl
- James Spader – Orły z Bostonu
- Tony Shalhoub – Detektyw Monk

#### Najlepsza aktorka w miniserialu lub filmie telewizyjnym
- Kristen Bell – Marihuanowe szaleństwo
- Natascha McElhone – Objawienia
- Geraldine McEwan – Agatha Christie: Panna Marple
- S. Epatha Merkerson – Lackawanna Blues
- Cynthia Nixon – Warm Springs
- Keri Russell – Magia zwyczajnych dni

#### Najlepszy aktor w miniserialu lub filmie telewizyjnym
- Jonathan Rhys Meyers – Elvis – Zanim został królem
- Kenneth Branagh – Warm Springs
- Christian Campbell – Marihuanowe szaleństwo
- Ted Danson – Ojcowie nasi
- Rupert Everett – Sherlock Holmes i sprawa jedwabnej pończochy
- Ed Harris – Empire Falls

#### Najlepsza aktorka drugoplanowa w serialu, miniserialu lub filmie telewizyjnym
- Lisa Edelstein – Dr House
- Shohreh Aghdashloo – 24 godziny
- Jane Alexander – Warm Springs
- Camryn Manheim – Ojcowie nasi
- Sandra Oh – Chirurdzy
- Polly Walker – Rzym

#### Najlepszy aktor drugoplanowy w serialu, miniserialu lub filmie telewizyjnym
- Randy Quaid – Elvis – Zanim został królem
- Brian Dennehy – Ojcowie nasi
- Tim Blake Nelson – Warm Springs
- Paul Newman – Empire Falls
- Ruben Santiago-Hudson – Ich oczy oglądały Boga
- William Shatner – Orły z Bostonu

### Nagrody okolicznościowe
- Nagroda Mary Pickford za wkład w przemysł rozrywkowy: Susan Sarandon
- Nagroda im. Nikoli Tesli za wkład rozwój techniczny przemysłu filmowego: Jerry Lewis